# Nyelvtipológia
A nyelvtipológia a nyelvek alaktani és mondattani tulajdonságaik szerinti csoportosításával foglalkozó tudományág. A nyelvek tipológiai osztályozása a genealógiai (rokonság szerinti) osztályozással áll szemben.

## Morfológiai tipológia

### Klasszikus morfológiai nyelvtipológia
A morfológiai vagy alaktani nyelvtipológia arra ad választ, hogy a nyelvek a különböző jelentésviszonyokat milyen módon és milyen bonyolultsággal (pl. ragozással, szóképzéssel, elöljárószókkal, szórenddel stb.) fejezik ki. A jelentéstömörítés mértéke szerint megkülönböztetünk:
- analitikus nyelveket: a nyelvtani viszonyítást inkább segédszavakkal és a szórenddel, nem pedig – vagy kevésbé – ragozással és szóképzéssel fejezik ki. Az analitikus nyelvek egy része elszigetelő jellegű.
- szintetikus nyelveket: a nyelvtani viszonyítást főként ragozással, illetve szóképzéssel fejezik ki. Ilyen nyelv a magyar is.
- poliszintetikus: magas fokon szintetizáló nyelvek, amelyekben egy szó kifejezhet akár egy mondatot is.

A nyelvtani viszonyítás módja szerint:
- agglutináló (toldalékoló-ragozó, "ragasztó") nyelveket, amelyek a jelentésviszonyokat a szótőhöz egymás után ragasztott toldalékokkal fejezik ki. Az agglutináló nyelvek többsége szintetikus, de vannak köztük analitikusak is (pl. a japán nyelv). A magyar agglutináló nyelv.
- flektáló (hajlító-ragozó) nyelveket, amelyek a jelentésviszonyokat a szavak alakváltoztatásával, illetve a szótő megváltoztatásával fejezik ki. A flektáló nyelvek lehetnek analitikusak és szintetikusak is, sok esetben mindkét jellemző megtalálható bennük (pl. az indoeurópai nyelvek).
- izoláló (elszigetelő) nyelveket, amelyek a jelentésviszonyokat önálló morfémákkal (egymástól elszigetelt szavakkal) fejezik ki, így ezekben a nyelvekben fontos szerepe van a szövegkörnyezetnek és a szórendnek. Az izoláló nyelvek ebből következően mind analitikusak (viszont nem minden analitkus nyelv izoláló!). Elszigetelő jellegű nyelvek például a kínai nyelv, valamint számos kelet-ázsiai nyelv; de erősen húz e típus felé az angol nyelv is, bár bizonyos igealakok megőrizték flektáló jellegüket.
- inkorporáló (bekebelező) nyelveket, amelyek a szóképzésen és a ragozáson túl egyéb mondatrészeket (határozószókat, módosítószókat) is tömöríthetnek egyetlen szóban. E tulajdonságból következően ezek a nyelvek mind poliszintetikusak, így sok szakirodalom a két kifejezést azonos jelentésben használja.

### Modern, paraméterekkel dolgozó tipológia
Habár a klasszikus tipológiát még ma is alkalmazzák, ugyanakkor egyes pontjait kritizálják. Ez a fajta osztályozás kissé elavult és sokszor nehézkes is, mivel számos nyelv nem sorolható be tisztán egy típusba: pl. az angol nyelvben éppúgy találhatóak analitikus/izoláló (pl. What do you do ’Mit csinálsz?’), mint szintetikus/flektáló megoldások (pl. I go ’én megyek’, I went ’én mentem’). Éppen ezért sok esetben csak arról beszélhetünk, hogy egy-egy nyelvben mely típusra épülő szerkezetek a legjellemzőbbek. Például az újlatin nyelvek analitikusabbak, mint elődjük, a latin, amely kiterjedt névszóragozással rendelkezett, viszont sokkal szintetikusabbak a germán nyelveknél, különösen az angolnál (nyelvtani nemek megkülönböztetése, a melléknév nem- és számbeli egyeztetése a főnévvel, bonyolult igeragozási rendszer, a személyes névmások ragozása és klitikus használata stb.).
A modern nyelvtipológia ezért ehelyett két paraméterrel dolgozik, amelyek kombinációjával a világ igen sok nyelvét lehet jellemezni. 
- 1, morféma/szó hányados: Itt a skála egyik végén az izoláló nyelvek állnak, míg a másik végén a poliszintetikus nyelvek.
- 2, fúzió foka: Azt adja meg, hogy milyen mértékben szegmentálhatók a morfémák. Itt a két végpontot egyrészt azok a nyelvek alkotják, ahol magas a fúzió foka (alacsony szegmetálhatóság), másrészt az agglutináló nyelvek.

## Morfoszintaktikai tipológia
Morfoszintaktikai viszonyokat vizsgál a relációs tipológia, amely azzal foglalkozik, hogyan jeleníthető meg az ágens és a páciens morfológiailag és szintaktikailag (vagyis alapvető grammatikai relációkkal) tranzitív és intranzitív mondatokban. 
Aszerint, hogy a mondatokban a nyelvtani viszonyítást milyen esetekkel fejezi ki egy nyelv, megkülönböztetünk többek között:
- jellemzően alanyi–tárgyas nyelveket: aki/ami a cselekvést végzi (akár akaratlagosan, akár nem), a mondat alanya, tehát alanyesetben áll; míg aki/ami a cselekvést közvetlenül elszenvedi, a mondat tárgyát képezi, vagyis tárgyeset jelzi.
- jellemzően ergatív–abszolutív nyelveket: az alanyi–tárgyas nyelvekkel ellentétben itt azt jelölik, ha a cselekvés végrehajtója aktív (akaratlagos), míg a cselekvés közvetlen elszenvedőjét (amit az alanyi–tárgyas nyelvekben tárgynak nevezünk) nem jelölik. Ilyen például a baszk nyelv és számos kaukázusi nyelv. Durván leegyszerűsítve, ezekben a nyelvekben lényegében a mondat „tárgyas” voltát az „alany” ergatív esete jelzi.

Léteznek természetesen kevert típusú nyelvek is, amelyekben mindkét szerkezet előfordul. A magyar alanyi–tárgyas nyelv.

## Mondattani tipológia
A nyelvek aszerint is csoportosíthatók, hogyan építenek fel egy mondatot. 

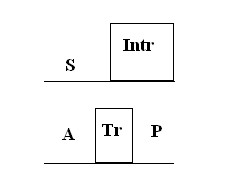

### Funkcionális vagy kontentív mondattani tipológia
A funkcionális vagy kontentív mondattani tipológia a következő nyelvtípusokat különbözteti meg:
- nominatív nyelvek: amelyekben az intranzitív ige mellett alanyesetben jelenik meg az alanya (S), és tranzitív ige mellett alanyesetben áll az ágens (A) és tárgyesetben a patiens (P). (S=A≠P) A magyar is ilyen, más néven nominatív–akkuzatív nyelvtípus.
- triadikus nyelvek: három külön esetet használ az S-re, az A-ra és a P-re. Ezeket statívusznak, agentívusznak és akkuzatívusznak hívjuk. (S≠A≠P)
- ergatív nyelvek: intranzitív ige alanyát és a tranzitív ige tárgyát kezeli ugyanazzal az esettel. A két eset neve: ergatívusz és abszolutívusz. (S=P≠A)
- aktív nyelvek: nincs megkülönböztetve az ige tranzitivitás szerint. Az ige mellett aktívuszban vagy inaktívuszban állhat a főnév.
- tematikus nyelvek: csak aktuális tagolásról beszélhetünk, mert ezekben a nyelvekben nincs grammatikai konstrukció, hanem az aktuális tagolás a grammatika.

### A szórendi tipológia

#### A mondatrészek sorrendje
A nyelvek fő mondatrészeik sorrendje szerint hatféle alaptípusba sorolhatóak:
- SVO: alany–állítmány (ige)–tárgy;
- SOV: alany–tárgy–állítmány (ige);
- VSO: állítmány (ige)–alany–tárgy;
- VOS: állítmány (ige)–tárgy–alany;
- OSV: tárgy–alany–állítmány (ige);
- OVS: tárgy–állítmány (ige)–alany.

Némely nyelv nehezen sorolható be egy-egy alaptípusba (pl. a latin), mert többféle szórend is megengedett. A legáltalánosabb alaptípus a világ nyelvei között az SOV, de a legtöbb modern indoeurópai nyelv az SVO típusba tartozik.
Gyakorlatilag csak az SVO, az SOV és a VSO fordul elő, a másik három ritka kivétel a világ nyelveiben. A mai magyar nyelv alapszórendje az SVO, de a többféle megengedett szórend miatt szabad szórendűnek is szokás nevezni.

#### A névszók és bővítményeik sorrendje
A melléknevek, jelzők, névelők stb. főnevekhez viszonyított helyzete szerint az alábbi főbb típusok különböztethetőek meg:
- Relatív melléknévi sorrend: a melléknév megelőzi (AN) vagy követi a főnevet (NA).
- Relatív determinánsi sorrend: a determináns megelőzi (DetN) vagy követi a főnevet (NDet).
- Egyéb névszói bővítmények sorrendje: tipikus esete a birtokos névszói bővítmény, amely megelőzi vagy követi a főnevet.

## Prozódikus tipológia
A nyelvek a beszéd ritmusa szerint is csoportosíthatók. Eszerint leggyakrabban az alábbi három típus írható fel:
- hangsúly-időzítésű nyelvek: ezekben a nyelvekben az egyes szótagoknak különböző kiejtési hosszúsága lehet, de két hangsúlyos szótag közötti idő nagyjából állandó. Tipikus példái az ilyen hangsúlyozó nyelveknek az angol, német, orosz, portugál és holland. A beszéd gyorsulásával a hangsúlyozó nyelv rövidít, halkít, esetleg elharap magánhangzókat annak érdekében, hogy több szótagot tudjon kimondani két hangsúlyos szótag között anélkül, hogy megváltozna az alapritmus.
- szótag-időzítésű nyelvek: ezekben a nyelvekben minden szótag kiejtése nagyjából ugyanannyi időbe kerül, úgyhogy a tényleges hossza egy-egy szótagnak az adott nyelvi helyzettől függ. Ilyen nyelv pl. a magyar, francia, spanyol, török, finn, kantoni. Gyors beszéd esetén az ilyen nyelvek inkább az alapritmust növelik, hogy másodpercenként több szótagot tudjanak kiejteni.
- mora-időzítésű nyelvekről beszélhetünk egy kis csoport nyelv esetén, amelyeknek a beszédritmusa hasonlít a szótag-időzítésű nyelvekéhez, de a ritmus alapegysége a mora, nem pedig a szótag. Példa rá a japán.